# Bodnár Gyula
Bodnár Gyula (Királyhelmec, 1948. május 21. –) szlovákiai magyar újságíró, szerkesztő. 1974-től Nagymegyeren él.

## Élete, pályája
Tanulmányait szülövárosában a kilencéves magyar alapiskolában kezdte 1954-ben, majd a Királyhelmeci Általános Műveltséget Nyújtó Középiskola magyar tagozatán érettségizett 1966-ban. Három, munkával töltött év után, 1969-ben a Nyitrai Pedagógiai Főiskola hallgatója, ahol 1973-ban magyar–angol szakon szerez tanári oklevelet.
1966–1967 között fűtő a királyhelmeci kórházban, majd innen 1967–1969-ben a helyi Jednota élelmiszer-nagyraktárba került alkalmazottként. 1973–1974-ban a pozsonyi oktatási minisztérium külföldi kapcsolatainak intézetében szakelőadó. Innen 1974-ben az Új Szó kulturális rovatához kerül, annak szerkesztője lesz, majd 1989-től 1993-ig a kulturális rovat vezetője.
Közben 1983-tól 1990-ig lakhelyén, Nagymegyeren a Poloska Színház vezetője és rendezője, majd ugyanitt 1993-tól 2018-ig vezető szerkesztője, riportere, bemondója a Studio Plus TV helyi, közszolgálati jelleggel működő magántelevíziónak, miközben nem marad hűtlen az írott sajtóhoz sem.
Folyamatosan publikál, 1994–1995-ben a Nap című hetilap főszerkesztő-helyettese; 1995-től a Csallóköz hetilap és a Katedra folyóirat munkatársa. Az előbbinek főmunkatársa, az utóbbinak 2001–2009 között a főszerkesztője. Emellett a Vasárnap Napló rovatának állandó szerzője.
Alkotói pályájának elején, a cikkek és könyvrecenziók mellett, verseket publikál, ezek 1968–1974 között a Vasárnapi Új Szóban, Új Ifjúságban, Irodalmi Szemlében, Új Szóban jelentek meg; később néhány vers- és novellafordítása is napvilágot lát a szlovák, cseh és amerikai irodalomból, majd negyven évig tartó szünet után 2014-ben váratlanul újra saját versekkel jelentkezik (az Irodalmi Szemlében, Opusban, a magyarországi Bárkában), melyek az első időszak java termésével együtt 2020-ban kötetben is napvilágot látnak.
Bodnár Gyula azonban mindenekelőtt újságíró, akinek „a közírás az igazi területe, leginkább a kulturális publicisztika, az emberi kommunikáció változatai”. „Okkal mérhető a szakma legjavához.”
Méltatói többek között kiemelik tárcáinak, tárcanovelláinak, esszéinek, riportjainak, karcolatainak mikrorealizmusát, „hiszen a mindennapok töredékes észleléseiben is képes felfedezni a szürke napok csodáit, a banalitásokban megbújó titokzatos életet”, ugyanakkor írásainak jellemzője a „kiolthatatlanul szenvedélyes közéletiség”, melynek kérdései az anyanyelv tartományaitól az irodalmon, színházon, oktatásügyön, különösen pedig a múlt század második felében évenként ezreket vonzó és aktivizáló amatőr művészeti mozgalom számtalan leágazásáig, a gyermekkori emlékek megidézéséig terjednek.
Az irodalommal rokon műfajokat művelő Bodnár könyveivel kapcsolatban olyan jelzőket is kiemelnek kritikusai, mint a tömörség, pontosság, sokszínűség, megtoldva fogékonysággal, szociális érzékenységgel, együttérzéssel, hitelességgel, őszinteséggel, nagyvonalúsággal, de egyben fegyelemmel s szigorú, kendőzetlen ítélettel.
Akár ars poeticaként is felfoghatjuk következő vallomását: „…gyötör a kétely, meg tudom-e találni azt a szót, az egyetlent anyanyelvem végtelen gazdag szótárában, szinonimaerdejében, mellyel a legpontosabban fejezem ki magam – magam? –, a valóságot, egyetlen szóban az embert.” Az Újságírók Szlovákiai Szindikátusának tagja.

## Szakmai elismerései, kitüntetései
- 1998 – Nyitott Európáért-díj a publicisztika területén kifejtett kiemelkedő tevékenységéért a Márai Sándor Alapítványtól
- 1994 – Fehérgyarmat: különdíj A nagydolog című filmért a II. Szatmár-Beregi Televíziós Alkotói Fesztivál híradó jellegű riport kategóriájában (a nagymegyeri SpTv munkatársaként, közösen Kováts Ferenc operatőrrel)
- 1983-tól a nagymegyeri Poloska Színházzal a komáromi Jókai Napokon elnyerte többek között a fesztivál fődíját, rendezői díjjal tüntették ki, valamint sikerrel képviselte a szlovákiai magyar amatőr színjátszást a túrócszentmártoni nemzetközi színházi seregszemlén; kiváló népművelő
- 2010 – Katedra Életmű-díj több évtizedes publicisztikai munkásságáért és a Katedra folyóirat főszerkesztőjeként végzett szervezői és szerkesztői tevékenységéért
- 2016 – Királyhelmec Díszpolgára cím a publicisztikai életművéért és a kulturális élet területén végzett áldozatos munkájáért, valamint városunk hírnevének öregbítéséért

## Művei

### Kötetek
- Messze van Helgoland. Publicisztikai írások 1974–1989. Kalligram, Pozsony, 1992
- Nyomkereső. A második világháború utáni (cseh)szlovákiai magyar irodalom kistükre (társszerző: Tóth László). Lilium Aurum, Dunaszerdahely, 1994
- Görög Európa. Publicisztikai írások 1988–1998. Nap Kiadó, Dunaszerdahely, 1998
- Szappanopera a medencében. Telenapló 1995–1999. Uo. 2000
- Szavak, színek, színképek. Egy ingázó feljegyzései. Uo. 2001
- Esőcsepp a mennyezeten. Cikkek, tárcák, jegyzetek 1993–2007, Lilium Aurum, Dunaszerdahely, 2008
- Az otthon udvarában. Publicisztikai írások, 1999–2009. Nap Kiadó, Dunaszerdahely, 2009
- Gyertyaláng az alagútban.Tárcák, cikkek, jegyzetek 2008–2013, Media Nova M, Dunaszerdahely, 2014
- Hátsó pad, ART Danubius, 2016
- Érkezés Aritmiából (versek), Nap Kiadó, Dunaszerdahely, 2020
- Ez csak a hidegfront, Tárcák, esszék, jegyzetek, Nap Kiadó, Dunaszerdahely, 2022

### Antológiák
- A hűség nyelve. Csehszlovákiai magyar írók az anyanyelvről. Madách kiadó, Pozsony, 1985
- Képviselők – Kopócs Tibor 113 kortárs arcképe. KT kiadó, Komárom, 2005
- Karácsonyi ajándék. Felvidéki írók tollából. Lilium Aurum, Dunaszerdahely, 2005
- Alma mater. Lilium Aurum, Dunaszerdahely, 2006
- Szabó Gyula emlékkönyv. Lilium Aurum, Dunaszerdahely, 2007
- Kedves filmem. Uo., 2010 (egyúttal a kötet összeállítója és szerkesztője)
- Szeberényi-album. Arany A. László Polgári Társulás, Nyitra 2011
- A szlovákiai magyar újságírás arcképcsarnoka. Kiadta a Szlovákiai Magyar Írók Társasága, Dunaszerdahely, 2013
- Szlovákiai magyar szép irodalom. 2014, 2015, 2016, 2018, 2020, Szlovákiai Magyar Írók Társasága, Dunaszerdahely
- Vámbéry Antológia. 1999, 2002, 2006, 2008, 2010, 2011. Lilium Aurum, ill. Vámbéry Polgári Társulás, Dunaszerdahely

### Összeállítások, válogatások
- Barak László: Csapdában. Próza, publicisztika. Nap Kiadó, Dunaszerdahely, 1998
- Pogány Gábor-Bodnár Gyula: Janiga 1946-2004. Uo., 2005
- Ozsvald Árpád: Lidércek tánca. Válogatott versek. Madách-Posonium, 2006
- Janiga József: Táj-Kép-Vers. Magánkiadás a Nap Kiadó gondozásában, 2007
- Ág Tibor: Népdalkutatók nyomában Szlovákia magyarlakta vidékén. Lilium Aurum, Dunaszerdahely, 2007
- Cselényi László: Kimeríthetetlen tenger. Irodalmi barangolások az ókortól napjainkig. Uo., 2008
- Kulcsár Ferenc legszebb versei. AB-ART, 2011

### Műfordításai
- Hány színű a szivárvány. Válogatás az új cseh prózából. Madách kiadó, 1981 (többekkel együtt)
- Petr Příhoda: A cseh kór, Kalligram, 1993 (társfordító)
- Thomas Strauss: A modern művészetről – utólag. Az ötvenes évektől a nyolcvanas évekig. Uo., 1995 (társfordító)
- az utóbbi években amerikai költőket fordít